# 丹麥體育
| 體育項目 | 參加人數 | 成長   |
| -------- | -------- | ------ |
| 足球     | 329,955  | ▼ −3%  |
| 水上體育 | 170,639  | ▲ +9%  |
| 體操     | 166,711  | ▲ +10% |
| 高爾夫   | 155,746  | ▼ −1%  |
| 手球     | 109,706  | ▼ −2%  |
| 羽毛球   | 89,753   | ▼ −3%  |
| 馬術     | 69,946   | ▼ −1%  |
| 網球     | 59,389   | ▼ −3%  |
| 射擊     | 54,517   | ▲ +4%  |
| 帆船     | 52,226   | ▼ −5%  |

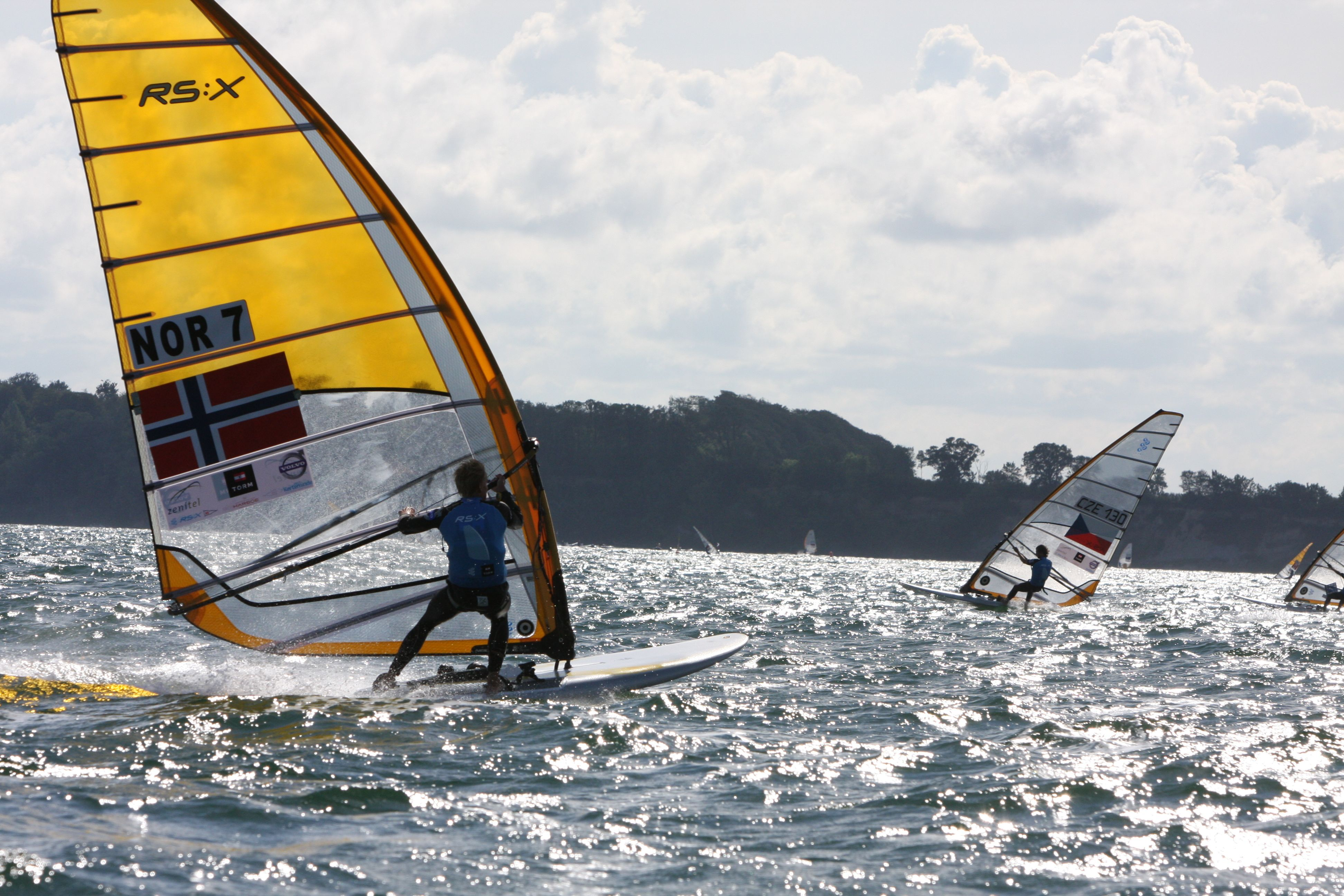
2010年在丹麦举行的帆板世界锦标赛

丹麥體育十分多樣化。丹麥的國家運動是足球，最大的成就是連續六屆入圍歐洲國家盃，並於1992年獲得冠軍。其他顯著的戰績包括贏得1995年國際足總洲際國家盃，以及1998年世界盃打進半準決賽。丹麥國內有超過31.3萬人的足球選手，並且有超過1,600家足球俱樂部。1997年，丹麥曾排名FIFA世界排名第三位。除了足球之外，手球、自行車、帆船、羽毛球、冰球、游泳、高爾夫球在丹麥也很流行，一些青年人也喜歡籃球。

## 註解
1. ↑  Numbers for single-sport associations under the National Olympic Committee and Sports Confederation of Denmark in 2014.
2. ↑  和2012年相比